# Мухаммед IV (султан Марокко)
Мухаммед IV (араб. محمد الرابع; нар. 1810 — 16 вересня 1873) — султан Марокко з династії Алауїтів в 1859—1873 роках.

## Життєпис

### Військовий очільник
Другий син Абд ар-Рахмана, намісника (паші) Ес-Сувейри. Народився 1810 року. 1821 року разом з батьком перебрався до Фесу, де той став намісником Феського округу. 1822 року після сходження Абд ар-Рахмана на трон оголошений спадкоємцем трону.
Очолив марокканське військо. У 1843 році рушив на допомогу Абд аль-Кадіру, очільнику алжирських повстанців. Дії султана Марокко і Мухаммеда спричинили конфлікт з Францією. Вирішальна битва відбулася біля Іслі, де армія під головуванням Мухаммеда зазнала нищівної поразки. В результаті укладено Танжерський мирний договір, що обмежив використання марокканцями військ біля своїх кордонів та допомагати Абд аль-Кадіру.
1845 року з дозволу батька розпочав військову реформу. Для цього запросив офіцерів з бейліку Туніс, що в свій час служили в османському війську. Мухаммед створив медресе аль-мухандісін (військову інженерну школу) у Фесі під керівництвом французького графа-ренегата Жозефа де Солті. Також сформував полк європейського зразка (аскарі). Також найняв письменників для перекладу різних європейських підручників з техніки та науки. Він особисто брав участь у перекладі робіт Лежандра, Ньютона та Лаланда. За порадою Мухаммеда батько уклав з великою Британією та Єгиптом угоди, за якими в Гібралтарі та Каїрі стали готувати марокканських гармашів.

### Султан
1859 року після смерті батька зійшов на трон. Спочатку намагався продовжити політику батька у відносинах з європейськими країнами в напрямку розвитку торгівлі. При цьому запровадив монополію на зовнішню торгівлю.
Невдовзі уряд Ізабелли II, королем Іспанії, став вимагати від Мухаммеда IV припинити напади племен на околиці Сеути і Мелільї. Проте султан відкинув цю вимогу. У відповідь Іспанія почала війну з Марокко. Іспанський флот бомбардував Асілу і Танжер.
У лютому 1860 року іспанці захопили мітсо Тетуан, а у березні в битві біля Вад-Расі марокканська армія зазнала поразки. Після цього укладено мир, за яким Мухаммед IV визнав Сеуту і Мелілью іспанськими, зобов'язався сплатити 100 млн песет (в 20 разів перевищувала бюджет султанату). Окрім того, Марокко передавало Іспанії у володіння прибережну територію Сіді-Іфні на південному заході країни з правом Іспанії вести риболовлю в тому регіоні. Тетуан залишався під тимчасовим контролем іспанської адміністрації доти, доки султанський уряд не виплатить Іспанії всю контрибуцію.
Ця невдача негативно вплинула на султана. Він поступово відмовився від активної зовнішньої політики, а потім переклав управління державою на великого візира Сіді Мусу. Сам присвятив час інтересам у математиці, геометрії, астрономії, поезії та музиці.
Для сплати контрибуції іспанців вирішено виділяти половину митних зборів. Це завдало істотного фінансового удару скарбниці. Водночас апатія султана призвела до посилення впливу каїдів — призначених урядом (махзеном) султанату, очільників племен замість спадкових вождів (амгарів), що відмовлялися сплачувати збільшені податки. Каїдам надали широкі військові права для збору мит і податків. З часом каїди набули ще більшої ваги, ніж амгари, призвівши до децентралізації Марокко й втрати керованості з боку махзену.
1864 року махзен султана оголосив про скасування державної монополії на зовнішню та внутрішню торгівлю, скасування системи султанських монополій. Це зрештою призвело до проникнення європейського капіталу до Марокко.
Помер Мухаммед IV 1873 року в Марракеші. Йому спадкував син Хасан I.